# Trachylaemus
Trachylaemus är ett fågelsläkte i familjen afrikanska barbetter inom ordningen hackspettartade fåglar. Släktet omfattar en till tre arter med utbredning i Afrika söder om Sahara:
- Gulnäbbad barbett (Trachylaemus purpuratus) 
  - Trachylaemus [p.] goffinii[3]
  - Trachylaemus [p.] togoensis[3]

Släktet inkluderas ofta i Trachyphonus.